# Fernando Escalante Gonzalbo
Fernando Escalante Gonzalbo es un sociólogo e intelectual hispano-mexicano autor de Ciudadanos imaginarios, estudio sobre la cultura cívica en el México del siglo XIX publicado por El Colegio de México. Fernando Escalante ha escrito libros y artículos sobre política, sociología y estudios culturales; y es figura recurrente en los medios de comunicación mexicanos. Ha sido colaborador en los diarios mexicanos El Universal, Milenio, La Crónica, La Razón, así como en las revistas Nexos  y Vuelta Condujo varios programas de televisión en el Canal 11 de México.
Fernando Escalante estudió la Licenciatura en Relaciones Internacionales en El Colegio de México, donde también obtuvo el doctorado en sociología. Además, es profesor e investigador del Centro de Estudios Internacionales de la misma institución, en la que imparte cursos sobre sociología, política, cultura y ciencias sociales. Estudió también en la Universidad Complutense de Madrid y ha sido profesor del Instituto Ortega y Gasset de la misma ciudad. Ha impartido cursos en otras prestigiosas instituciones de educación superior mexicanas (como el Centro de Investigación y Docencia Económicas), españolas y estadounidenses.

## Publicaciones

### Libros
- "El crimen como realidad y representación. Contribución para una historia del presente", México, El Colegio de México, 2012.
- A la sombra de los libros. Lectura, mercado y vida pública, México, El Colegio de México, 2007.
- Estampas de Liliput. Bosquejos para una sociología de México, México, Fondo de Cultura Económica, 2004.
- La mirada de Dios. Estudio sobre la cultura del sufrimiento, México, Paidós, 2000.
- La democracia mafiosa, México, Reflexiones sobre el Cambio A.C., 1999.
- Una idea de las ciencias sociales, México, Paidós, 1999.
- El Principito, México, Cal y Arena, 1995.
- Ciudadanos imaginarios. Memorial de los afanes y desventuras de la virtud y apología del vicio triunfante en la República mexicana: tratado de moral pública, México, El Colegio de México, 1992.
- La política del terror: apuntes para una teoría del terrorismo, México, Fondo de Cultura Económica, 1991.
- Infortunios de la virtud cívica 2001: las características de la democracia ..
- Historia mínima del neoliberalismo, España, Turner, 2016.  ISBN 978-84-16354-18-4

### Capítulos en libros y artículos
- "Notes sur le problème indigène au Mexique", Cahiers des Amériques latines, París, cnrs, núm. 23, 1997. (Versión en castellano: "Apuntes sobre el problema indígena de México", Veintiuno, Madrid, otoño de 1996).
- “Oficio de políticos. Variaciones sobre un tema de Montesquieu”, en Homenaje a Rafael Segovia, Fernando Serrano (ed.), México, El Colegio de México, 1998.
- “Clientelismo y ciudadanía en México”, en Diana Guillén (ed.), Mediación y política, México, Instituto Mora, 1998.
- “Las formas del conflicto político en México”, en Waldmann y Reinares (eds.), Sociedades en guerra civil, Barcelona, Paidós, 1999.
- “Las razones del entusiasmo.  La opinión europea ante el EZLN”, Foro Internacional, vol. xxxviii, núm. 1(152), enero-marzo de 1998.
- "Las formas del conflicto político en México", en Peter Waldmann y F. Reinares (eds.), Sociedades en guerra civil, Barcelona, Paidós, 1999.
- “Voltaire mira el terremoto de Lisboa”, Cuadernos Hispanoamericanos, Madrid, aeci, núm. 600, junio de 2000.
- “Piedra de escándalo. Apuntes sobre el significado político de la corrupción”, en Claudio Lomnitx (coord.), Vicios públicos, virtudes privadas: la corrupción en México, México, ciesas/Miguel Ángel Porrúa, 2000.
- “Una pasión lúcida” (prólogo), en Rafael Segovia, El gran teatro de la política, México, Cal y Arena, 2001.
- “Escribir con sinceridad” (prólogo), en Bernardo Domínguez, ¿Transición? Quizás esta vez, México, Raya en el Agua, 2001.
- “La redención terapéutica. Especulación a partir de un tema de William James”, Estudios Sociológicos, vol. xix, núm. 56, mayo-agosto de 2001.
- "Hermenéutica y ciencias sociales", en Diccionario latinoamericano de ciencias sociales, Buenos Aires, Paidós, 2002.
- "La dificultad del liberalismo mexicano", Revista Internacional de Filosofía Política, Madrid, 2002.
- “El problema de la participación ciudadana”, Reforma política del Distrito Federal, México, iedf, 2002.